# 長野明子
長野 明子（ながの あきこ）は、日本の言語学者。専門は、言語学・英語学・対照言語学・形態論・語形成。学位は、博士（文学）（津田塾大学・2007年）。静岡県立大学大学院国際関係学研究科教授・国際関係学部教授。
津田塾大学学芸学部助手、筑波大学大学院人文社会科学研究科助教、東北大学大学院情報科学研究科准教授などを歴任した。

## 来歴

### 生い立ち
同名の学校法人により設置・運営される津田塾大学に進学し、学芸学部の英文学科にて学んだ。2000年（平成12年）3月、津田塾大学を卒業した。その後は津田塾大学の大学院に進学し、文学研究科の英語学コースにて学んだ。在学中に「Conversion and back-formation in English -- toward a theory of morpheme-based morphology」と題した博士論文を執筆した。2007年（平成19年）3月、津田塾大学の大学院における後期博士課程を修了した。それに伴い、博士（文学）の学位を取得した。

### 言語学者として
大学院生の頃から教育・研究機関にて教鞭を執っており、2005年（平成17年）4月より母校である津田塾大学にて学芸学部の助手を務めていた。学芸学部においては主として英文学科の講義に携わっており、2007年（平成19年）3月まで助手を務めた。
大学院修了後は、同名の国立大学法人により設置・運営される筑波大学に採用され、2007年（平成19年）7月に大学院の人文社会科学研究科の助教に就任した。人文社会科学研究科においては、主として現代語・現代文化専攻の講義に携わっており、2012年（平成24年）9月まで助教を務めた。
2012年（平成24年）10月、同名の国立大学法人により設置・運営される東北大学に転じ、大学院の情報科学研究科にて准教授に就任した。情報科学研究科においては、主として人間社会情報科学専攻の講義を担当し、人間情報学講座の言語テキスト解析論分野を受け持った。
2020年（令和2年）4月、県と同名の公立大学法人により設置・運営される静岡県立大学に転じ、大学院の国際関係学研究科にて教授に就任した。国際関係学研究科においては、主として比較文化専攻の講義を担当した。なお、大学院の教授が本務であるが、国際関係学部においても教授を兼務していた。国際関係学部においては、主として国際言語文化学科の講義を担当した。

## 研究
専門は言語学であり、特に英語学、対照言語学、形態論、語形成といった分野を研究していた。具体的には、理論言語学の視点から、言語間や方言間の比較に取り組んだ。形態論や語形成については、理論研究や史的形態論に基づく通時的研究に加え、コーパスを用いた研究などに従事した。また、日本語の方言における終助詞、接辞、語彙の研究にも取り組んだ。さらに、言語接触とレキシコンとの関係性についても研究した。
学術団体としては、日本英語学会、日本英文学会、近代英語協会、などに所属した。

## 略歴
- 2000年 - 津田塾大学学芸学部卒業[1]。
- 2005年 - 津田塾大学学芸学部助手[2][6]。
- 2007年 - 津田塾大学大学院文学研究科後期博士課程修了[1]。
- 2007年 - 筑波大学大学院人文社会科学研究科助教[2][6]。
- 2012年 - 東北大学大学院情報科学研究科准教授[2][6]。
- 2020年 - 静岡県立大学大学院国際関係学研究科教授[6]。
- 2020年 - 静岡県立大学国際関係学部教授[6]。

## 賞歴
- 2005年 - 日本英語学会新人賞佳作[12]。
- 2009年 - 市河賞[12]。
- 2014年 - 日本英語学会EL研究奨励賞[12]。
- 2014年 - 日本英語学会学会賞[12]。

## 著作

### 単著
- Akiko Nagano, Conversion and back-formation in English -- toward a theory of morpheme-based morphology, Kaitakusha, 2008. ISBN 978-4-7589-2143-5

### 共著
- 河正一ほか編『言語をめぐるX章』埼玉大学教養学部・人文社会科学研究科、2017年。ISBN 978-4-9906251-6-0
- 西原哲雄編、福田稔ほか著『言語の構造と分析――統語論、音声学・音韻論、形態論』開拓社、2018年。ISBN 978-4-7589-1371-3

### 編纂
- 小川芳樹・長野明子・菊地朗編『コーパスからわかる言語変化・変異と言語理論』開拓社、2016年。ISBN 978-4-7589-2232-6
- 廣瀬幸生ほか編『三層モデルでみえてくる言語の機能としくみ』開拓社、2017年。ISBN 978-4-7589-1823-7

### 翻訳
- Rodney Huddleston・Geoffrey K. Pullum著、畠山雄二編集委員長、藤田耕司・長谷川信子・竹沢幸一監訳『英文法と統語論の概観』開拓社、2017年。ISBN 978-4-7589-1360-7
- Joan Bybee著、小川芳樹ほか訳『言語はどのように変化するのか』開拓社、2019年。ISBN 978-4-7589-2272-2

### 註釈
1. ↑  筑波大学大学院人文社会科学研究科は、のちに筑波大学の人文社会系と大学院人文社会ビジネス科学学術院人文社会科学研究群の源流の一つとなった。
2. ↑  筑波大学大学院人文社会科学研究科現代語・現代文化専攻は、のちに筑波大学大学院人文社会ビジネス科学学術院人文社会科学研究群人文学学位プログラムの源流の一つとなった。

## 関連人物
- 畠山雄二
- 藤田耕司